# Никольская церковь (Каргополь)
Церковь Николая Чудотворца на Старом Торгу (Нико́льская це́рковь) — недействующий православный храм в городе Каргополе Архангельской области.

## История
Церковь Николая Чудотворца была выстроена в 1741 году пятиглавой. Здание неоднократно достраивалась и перестраивалась. В советское время главы были разрушены, позже одна восстановлена.
В настоящее время представляет собой белокаменное здание, состоящее из нескольких объемов: двусветного четверика с тремя апсидами, трапезной, притвора и крыльца.